# Edmond Derrien
Edmond Louis Hyacinthe Derrien (Châteauneuf-du-Faou, 2 novembre 1882 – Costantina, 20 maggio 1946) è stato un ammiraglio francese, particolarmente distintosi come ufficiale nel corso della prima guerra mondiale, tra le due guerre ricoprì molti prestigiosi, incarichi. Fu auditore presso il Centre des hautes études navales, comandante della 20ª squadriglia torpediniere di squadra, della 4ª e 6ª Divisione leggera, comandante della marina francese in Marocco e poi della 3ª Squadra leggera. Dopo lo scoppio della seconda guerra mondiale fu comandante della Forza Z impiegata durante il corso della campagna di Norvegia, e prese parte alla testa della 3ª Squadra leggera al Bombardamento navale di Genova (14 giugno 1940). Nel luglio dello stesso anno assunse il comando della Marine nationale in Tunisia, reggendo tale incarico fino al maggio 1943, quando le truppe italo-tedesche si arresero agli Alleati. Arrestato con l'accusa di non aver opposto resistenza all'invasione delle forze dell'Asse, fu processato ad Algeri tra il 9 e il 14 marzo 1944 e condannato all'ergastolo, alle perdita del grado militare e delle decorazioni. Risulta insignito dell'Ordine della francisca..

## Biografia
Nacque a Châteauneuf-du-Faou il 2 novembre 1882. Arruolatosi nella Marine nationale nell'ottobre 1900 iniziò a frequentare l'École navale, uscendone nel 1902. Promosso aspirante il 5 ottobre 1903, il 1 gennaio dell'anno successivo si imbarcò sulla corazzata di squadra Jauréguiberry, appartenente alla Squadra del Mediterraneo. Fu promosso enseigne de vaisseau il 5 ottobre 1905, e il 1 gennaio dell'anno successivo si imbarcò sulla cannoniera Surprise, appartenente alla Division navale de l'Oceano Indiano (Cdt. Marie Banal). Il 1 gennaio 1909 diviene secondo in comando sull'avviso Goeland, in armamento nel porto di Lorient, con cui operò lungo le coste del Marocco, rimanendo anche ferito. Fu poi assegnato ai lavori della missione idrografica dell'Africa occidentale ricevendo due encomi per il lavoro svolto.
Il 1 gennaio 1912 passa a bordo dell'incrociatore corazzato Marsellaise, in forza alla Divisione leggera della 3ª Squadra navale. Nel corso del 1913 si imbarca come vicecomandante sul sottomarino Mariotte, trasferendosi il 1 gennaio 1914 sul cacciatorpediniere Dunois, dove è promosso tenente di vascello il 7 aprile 1914. Allo scoppio della seconda guerra mondiale è vice comandante della flottiglia di Cherbourg, e nel corso del 1915, su sua richiesta, fu trasferito alla brigata fucilieri di marina operante nel settore delle Fiandre, prestandovi servizio come comandante di compagnia del 2º Reggimento. Citato all'ordine dell'esercito (novembre 1915), prestò poi servizio come aiutante della divisione delle flottiglie sulla nave da battaglia Marceau a Brindisi, venendo nominato Cavaliere della Legion d'onore nel gennaio 1916.
Partecipò brillantemente all'evacuazione dell'esercito serbo, ricevendo un nuovo encomio solenne nel luglio 1916. Nel dicembre dello stesso anno divenne aiutante della divisione navale del Marocco, assumendo poi il comando della Luronne appartenente alla divisione di pattugliatori della Bretagna con la quale scortava i convogli nell'Oceano Atlantico. Dopo la fine della guerra divenne comandante della squadriglia dragamine della Loira, e promosso capitano di corvetta il 25 ottobre 1920 imbarcandosi come ufficiale istruttore sulla incrociatore scuola Jeanne d'Arc. Aiutante di campo del prefetto marittimo di Lorient nel 1921, comandò poi l'avviso Régulus appartenente alla stazione di Terranova, divenendo nel febbraio 1924 capo di stato maggiore della 3ª Divisione leggera in Mediterraneo. Capitano di fregata  l'8 luglio 1924, svolge poi le funzioni di sottocapo di stato maggiore a Lorient, venendo insignito dei titoli di ufficiale della Legion d'onore e Cavaliere dell'Ordine al merito marittimo.  Nel luglio 1926 assume il comando della torpediniera di squadra Ouragan, e nel febbraio 1928 diviene direttore del porto di Lorient. Vicecomandante dell'École navale dal settembre 1928, viene promosso capitano di vascello nel dicembre 1930.
L'anno successivo diviene auditore presso il Centre des hautes études navales, e poi nell'agosto 1931 comandante del settore costiero di Brest. Nel marzo 1932 è nominato comandante della 20ª Squadriglia torpediniere di squadra, appartenente alla Squadra dell'Atlantico, alzando la sua insegna sulla torpediniera di squadra L'Adroit. Nel luglio dello stesso anno passa al comando della 4ª Divisione leggera alzando la sua insegna sul cacciatorpediniere Lion, e nel novembre 1933 della 6ª Divisione leggera con sede sul cacciatorpediniere Maillé Brézé. Nel luglio 1934 si imbarca sulla nave da battaglia Provence in qualità di aiutante di bandiera dell'ammiraglio François Darlan, e nell'agosto 1936 assume l'incarico di capo di stato maggiore della 2ª Regione marittima a Brest. Promosso contrammiraglio nel febbraio 1937, nel maggio dello stesso anno diviene comandante della marina in Marocco. Nell'aprile 1939 assume il comando della 3ª Squadra leggera, e nel febbraio 1940, a seconda guerra mondiale iniziata, della Forza Z destinata a scortare il corpo di spedizione francese in Finlandia. Alza la sua insegna sull'incrociatore leggero Émile Bertin,  e poi sul similare Montcalm con cui prende parte alla campagna di Norvegia venendo nuovamente citato all'ordine del giorno.
Riprende poi il comando della 3ª Squadra leggera con nave di bandiera il cacciatorpediniere Aigle, e dopo l'entrata in guerra del Regno d'Italia (1861-1946), avvenuta il 10 giugno 1940, prende parte con le sue navi al Bombardamento navale di Genova (14 giugno). Dopo la capitolazione della Francia rimane fedele al governo di Vichy del Maresciallo Philippe Pétain, e nel mese di agosto succede all'ammiraglio Jean-Pierre Esteva alla testa della marina francese della Tunisia, con Quartier generale presso la base navale di Biserta.
È promosso viceammiraglio nel luglio 1941, e doveva essere messo in posizione di riposo nel mese di novembre, ma a causa della situazione bellica rimase in servizio. Al momento dell'inizio dell'Operazione Torch si trovava ancora in Nord Africa, ricevendo ordini contraddittori. La reazione italo-tedesca fu fulminea, tanto che già il 9 novembre reparti italiani e tedeschi iniziarono a trasferirsi in Tunisia, senza alcun contrasto. I reparti dell'esercito francese ivi presenti, al comando del generale Georges Barré, si ritirarono nella parte centrale del paese, ma egli, germanofobo convinto, era deciso a resistere all'invasione. Solo un ordine diretto via telefono dell'ammiraglio Esteva, Residente generale di Francia in Tunisia, che lo informò delle direttive giunte dal governo di Vichy, in particolare da Pierre Laval, gli impedirono di attuare una resistenza armata. L'8 dicembre egli ricevette un ultimatum dalle autorità tedesche che gli intimarono di consegnare le navi presenti nella rada di Biserta, senza opporre resistenza, cosa che non poteva più attuare per mancanza di mezzi. Non volendo far massacrare i suoi uomini e i civili della città  obbedì all'ultimatum e caddero così in mano alle potenze dell'Asse tre sottomarini classe Requin, un cacciatorpediniere, tre torpediniere classe La Melpomène, una petroliera e alcuni bastimenti minori. In particolari le navi da guerra, peraltro di scarso valore bellico, si trovavano disarmate, con equipaggio ridotto, e in condizioni conformi all'armistizio del giugno 1940.
Nel maggio 1943, dopo la resa delle forze italo-tedesche presenti in Tunisia, fu arrestato dalle truppe francesi. Non potendo essere giudicato da un tribunale militare della marina fu processato ad Algeri da uno dell'esercito tra il 9 e il 12 marzo 1944, e condannato all'ergastolo  e alla perdita del grado militare. Detenuto a Maison-Carrée, e diventato praticamente cieco, ricevette la sospensione della pena nel maggio 1946, spegnendosi presso l'ospedale di Costantina il 20 dello stesso mese.

### Il ruolo di Esteva e Darrien nella persecuzione degli ebrei
Esteva era celibe, viveva come un asceta, ed era di stretta osservanza cattolica. Non accolse con favore l'emanazione da parte del governo di Vichy del nuovo Statut de Juif, entrato in vigore in Tunisia solo il 30 novembre 1940, che prevedeva il limite entro il quale,  al 5 febbraio 1941, i lavoratori ebrei dovevano essere esclusi dai alcuni tipi di lavori. Esteva fu messo in guardia, privatamente, dall'applicare rigidamente le leggi antisemite dall'Arcivescovo di Cartagine Charles-Albert Gounot e anche dal Direttore della giustizia della Tunisia Lamotte, che incontrava ogni mattina alla messa delle sette. In particolare Lamotte riuscì a convincerlo che non solo l'antisemitismo era anticristiano, ma avrebbe nociuto alla causa della Francia nel lungo termine. Inoltre Esteva concesse alla comunità ebraica di produrre un proprio giornale, il Le Petit Matin, che ebbe come sottotitolo Journal Israélite del Tunisie.
Insieme al contrammiraglio Derrien, comandante della marina francese a Biserta, finanziò anonimamente con fondi propri un'opera assistenziale (Nos Petits) che serviva ogni giorno 500 pasti caldi ai piccoli della Hara. Inoltre Derrien si oppose fermamente al licenziamento dei lavoratori dell'arsenale di Biserta di religione ebraica.

### Annotazioni
1. ↑  Scampò alla pena di morte in seguito all'avvio delle trattative per salvare la vita dei guerriglieri presenti sul Plateau des Glières.

### Fonti
1. ↑  Coston 2002, p. 64.
2. 1 2 3 4 5 6 7 8 9 10 11 12 13 14 15 16  École navale traditions.
3. ↑  Couhat 1974, p. 12.
4. ↑  Couhat 1974, p. 202.
5. 1 2  Couhat 1974, p. 50.
6. ↑  Couhat 1974, p. 148.
7. ↑  Couhat 1974, p. 122.
8. ↑  Couhat 1974, p. 186.
9. ↑  Couhat 1974, p. 172.
10. ↑  Jordan, Moulin 2013, p. 96.
11. 1 2 3 4 5  Montagnon 2011, p. 264.
12. 1 2 3 4 5  Bernard Hesnard.
13. 1 2  Petrucci 2016, p. 82.
14. 1 2  Petrucci 2016, p. 83.
15. 1 2  Petrucci 2016, p. 84.